# Barbara Sim Jo-i
Barbara Sim Jo-i (ur. w 1813 w Inczonie, zm. 11 listopada 1839) – koreańska męczennica i błogosławiona Kościoła katolickiego.

## Życiorys
Barbara Sim Jo-i pochodziła ze szlacheckiej rodziny, była żoną Tomasza Hong Bong-ju, a jej teściem był Protazy Hong Jae-yeong. Została aresztowana w 1839 podczas prześladowań antykatolickich, a następnie poddana torturom i przesłuchaniom. Zmarła w więzieniu 11 listopada 1839 na czerwonkę.
Beatyfikował ją papież Franciszek 16 sierpnia 2014 w grupie 124 męczenników koreańskich podczas swojej wizyty w Korei Południowej.